# Phygopoda panamensis
Phygopoda panamensis är en skalbaggsart som beskrevs av Giesbert 1996. Phygopoda panamensis ingår i släktet Phygopoda och familjen långhorningar.
Artens utbredningsområde är Panama. Inga underarter finns listade i Catalogue of Life.